# Hjalmar Ekström
Johan Hjalmar Ekström, född 19 december 1885 i Stehag, Skåne, död 27 december 1962 i Raus församling i Helsingborg, var en svensk diakon, skomakare och luthersk-pietistisk mystiker. Han bodde större delen av sitt liv i Helsingborg och var gift med diakonissan Märta Bäfman, med vilken han fick två döttrar. 
Två mystika strömningar blev avgörande för Ekströms utveckling: radikalpietismen och kvietismen. Jacob Böhme torde ha varit hans största influens och de delade även skomakaryrket. Han yttrade en gång att "Böhme tillhörde den renaste mystiken". 
Ekström hade drömt om att bli författare men utbildade sig till diakon i Svenska kyrkan. Han tjänstgjorde bland annat på Kinnekulle där han genomgick en troskris och avslog ett erbjudande om prästvigning. Han vandrade istället runt en tid inspirerad av vandrarprästen David Petander. Ekström tog tjänstledigt från diakonin och återvände till Helsingborg och det skomakaryrke han upplärts till redan som liten.
Ekström upplevde tidigt flera starka Gudsupplevelser och var dessutom mycket beläst, inte minst i teologiska ämnen. Enligt Ekström bör egenviljan och den syndiga naturen avdö så att Gud kan tas emot i stillhet. "Kristi efterföljelse" kallade han denna väg som innebär att i tystnad leva evangeliet.
Ekström kom med tiden att omge sig av en krets "stilla i landet" med vilka han hade en religiös gemenskap. Bland dessa fanns Flodbergskretsen i Gamla Stan i Stockholm där två av hans bästa vänner ingick, lykttändaren Carl Flodberg och tullkontrollören Henrik Schager. Schager gav ut tidningen Det fördolda lifvet 1924–1926 där Ekström bidrog med texter under signaturen E.
Hjalmar Ekström höll bibelstudier över Höga Visan som han publicerat i Salomos Höga visa 1937. Han kom även att bli en mycket flitig skrivare av själavårdande brev som publicerats i Den fördolda verkstaden 1963 och Den stilla kammaren 1988.
Ekström läste och inspirerades av många mystiker genom historien, bland andra Mäster Eckehart, Thomas a Kempis, madame Guyon, persiska sufipoeter och Jacob Böhme. Över sängen hade Ekström en ikonostas med bilder av bland andra Böhme, madame Guyon, Emanuel Swedenborg, Sadhu Sundar Singh och Thérèse av Jesusbarnet. Idag finns dessa bilder att beskåda på Sigtunastiftelsen, där även hans boksamling finns bevarad, liksom Flodbergskretsens lånebibliotek.
Bland Ekströms många nära vänner fanns poeten Vilhelm Ekelund men även sufiern och översättaren av persisk poesi, Eric Hermelin, och Richard Hejll.
Ekströms liv och verk skildras utförligt i den populärvetenskapliga biografin Det fördolda livet av Antoon Geels, baserad på hans doktorsavhandling i religionspsykologi 1980. Även biskop Martin Lönnebo och pastor Peter Halldorf har skrivit böcker om Ekström.